# Pterodecta felderi
Pterodecta felderi là một loài bướm đêm thuộc họ Callidulidae. Nó được tìm thấy ở vùng Viễn Đông Nga, Ấn Độ và Đài Loan.

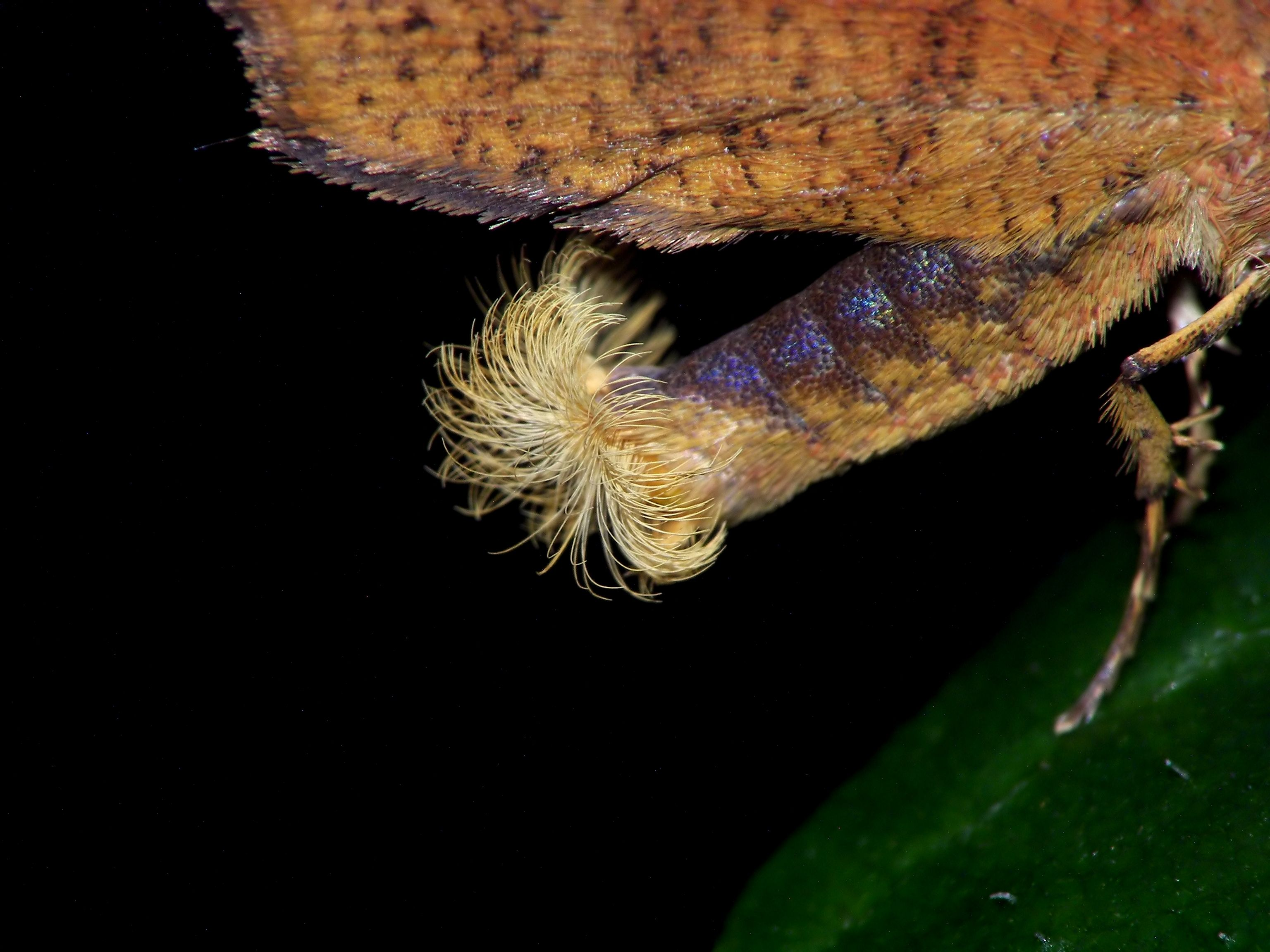
Detail

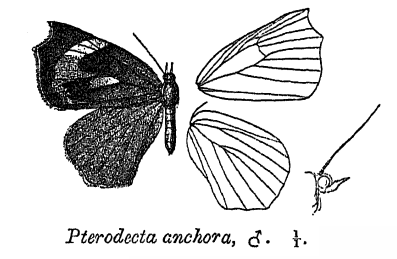
Illustration

Ấu trùng ăn Matteucia và Osmundastrum species.

## Hình ảnh

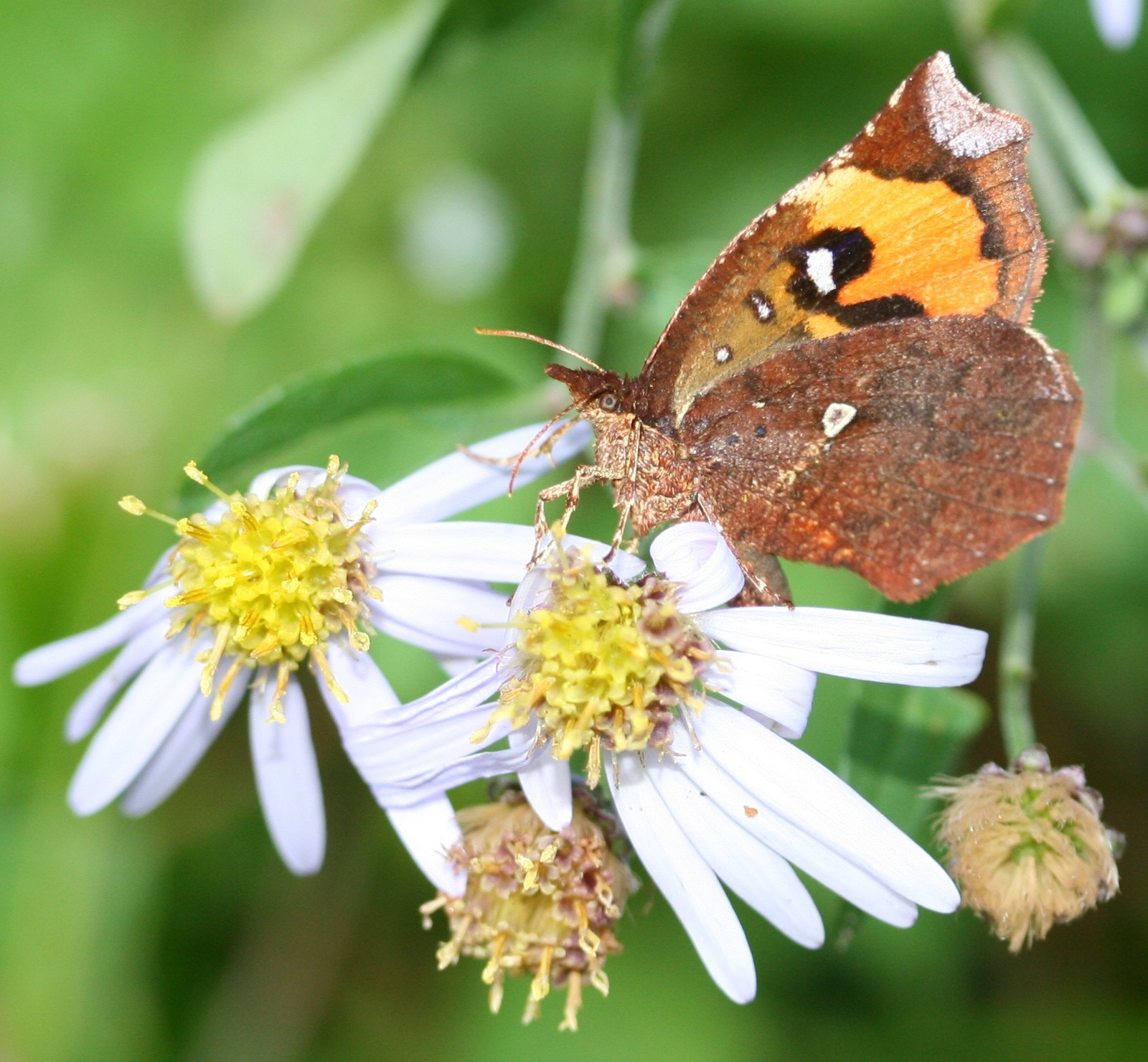
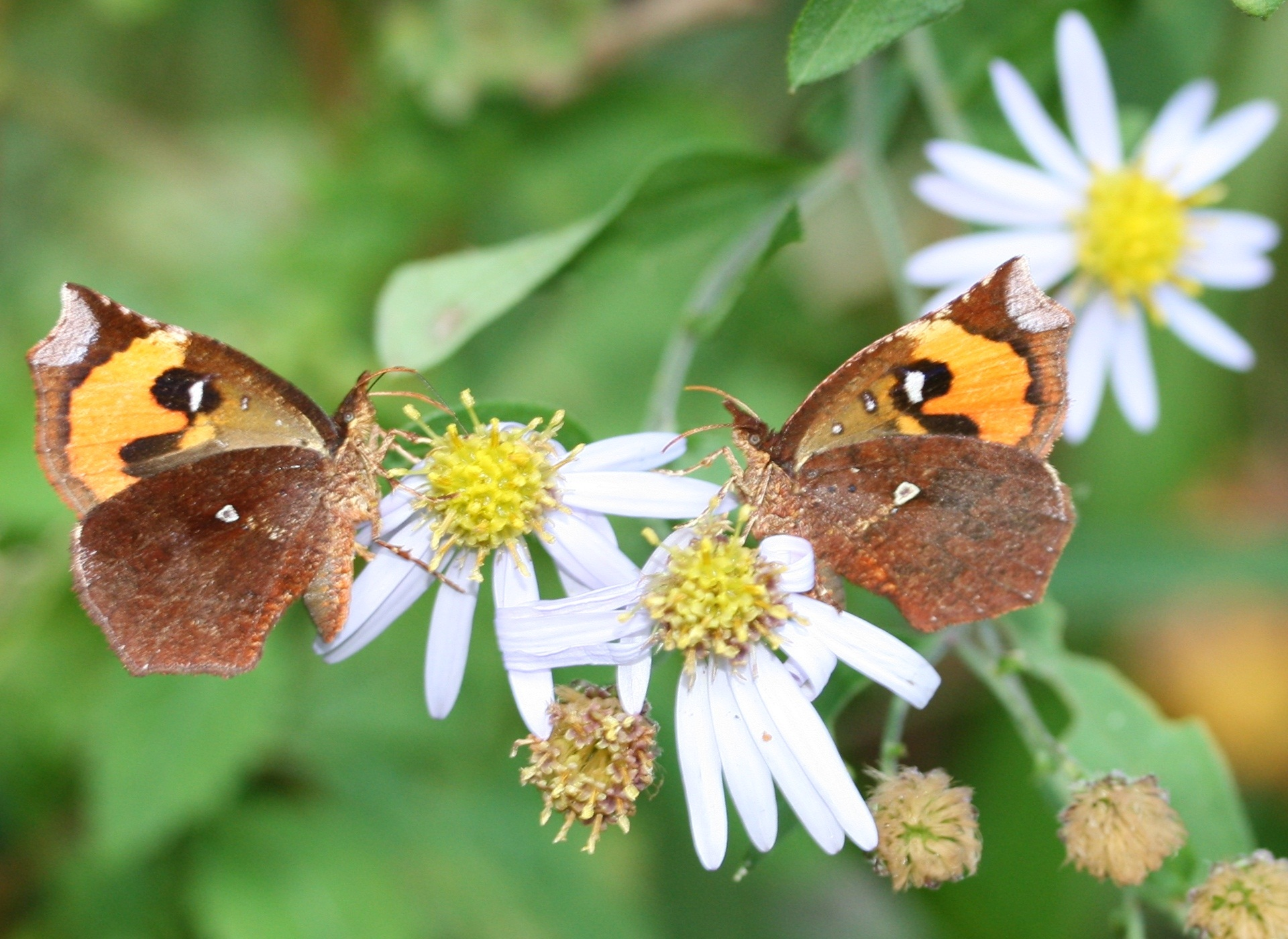